# Solanum coracinum
Solanum coracinum är en potatisväxtart som beskrevs av Symon. Solanum coracinum ingår i släktet skattor som ingår i familjen potatisväxter. Inga underarter finns listade i Catalogue of Life.